# 棕短趾百灵
棕短趾百灵（学名：Calandrella somalica），是百灵科短趾百灵属的一种，是游猎迁徙的候鸟，分布于索马里、肯尼亚、坦桑尼亚和埃塞俄比亚。全球活动范围约为298,000平方千米。该物种的保护状况被评为无危。
棕短趾百灵的栖息地为亚热带或热带的（低地）干草原。